# Lomaphorus
Lomaphorus és un gènere extint de mamífers cingulats de la família dels clamifòrids que visqueren a Sud-amèrica des del Pliocè inferior fins al Plistocè inferior, fa entre 12.000 i 5,3 milions d'anys. Se n'han trobat restes fòssils a les províncies argentines de Catamarca, Buenos Aires i Córdoba. La seva validesa taxonòmica és objecte de debat i, fins i tot el seu mateix descriptor, el paleontòleg argentí Florentino Ameghino, en tenia dubtes al respecte. El nom genèric Lomaphorus significa ‘portador de vores'.